# Engagement
Engagement (wymowa według IPA: [ɑ̃.ɡaʒ.mɑ̃]) – słowo pochodzenia francuskiego oznaczające umowę o pracę dla aktora lub innego artysty.
Galicyzm, kiedyś bardzo popularny, obecnie prawie nie używany w potocznej polszczyźnie.

## Inne znaczenia
W języku angielskim (wymowa: [ɪn'geɪdʒ.mənt]) oznacza zaręczyny, danie słowa, przyrzeczenie czegoś.